# ويل ديكسون
ويل ديكسون (بالإنجليزية: Will Dixon)‏ (20 فبراير 1950 في المملكة المتحدة - ) هو لاعب كرة قدم بريطاني في مركز الظهير. لعب مع نادي ريدنغ.

## وصلات خارجية
- ويل ديكسون على موقع قاعدة بيانات كرة القدم.إي يو (الإنجليزية)